# 亨利·威廉·比奇

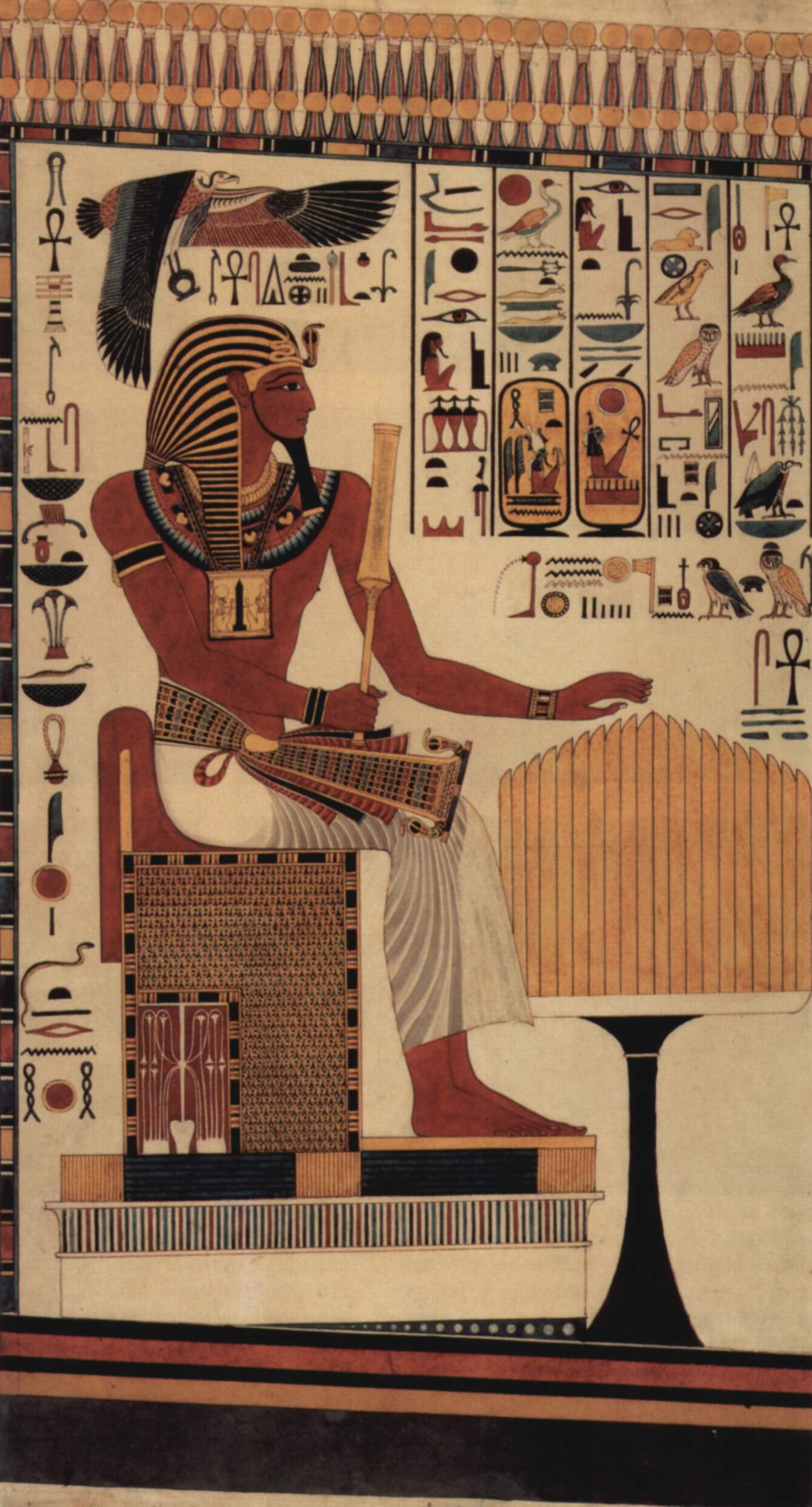
1818年由比奇制作的塞提一世坟墓中壁画的复制品。现藏于大英博物馆

亨利·威廉·比奇（英語：Henry William Beechey；1788年或1789年—1862年8月4日） 是一位英国画家和探险家。他的父亲是英国皇家艺术研究院的画家威廉·比奇爵士，继母是英国肖像画家安妮·杰索普 。他继承了他父亲的职业。1829年，他向皇家艺术研究院捐赠了一艘船，并于1838年为英国学院也捐赠了一艘船。

## 生活与事业
比奇出生于1788年或1789年。他的母亲是他父亲的第一任妻子，在去世前育有五个孩子。比奇由他的父亲威廉·比奇和继母安妮·杰索普抚养长大。他的父亲和继母都是画家，他们于1793年结婚，育有很多孩子，其中有几个是著名的画家。比奇曾在皇家艺术研究院接受传统学习绘画
1816年之前的某个时间点，他成为英国驻埃及总领事亨利·索尔特的秘书，并应后者的要求，在当年及第二年和意大利探险家乔瓦尼·贝尔佐尼一起，在尼罗河第二瀑布附近的底比斯研究并临摹各种古埃及文物。比奇参与了阿布辛拜勒神庙的艰苦挖掘工作，并在帝王谷法老陵墓中临摹了许多壁画，这些陵墓随后被贝尔佐尼开放。他们还一起发现了著名的阿蒙霍特普三世巨像。

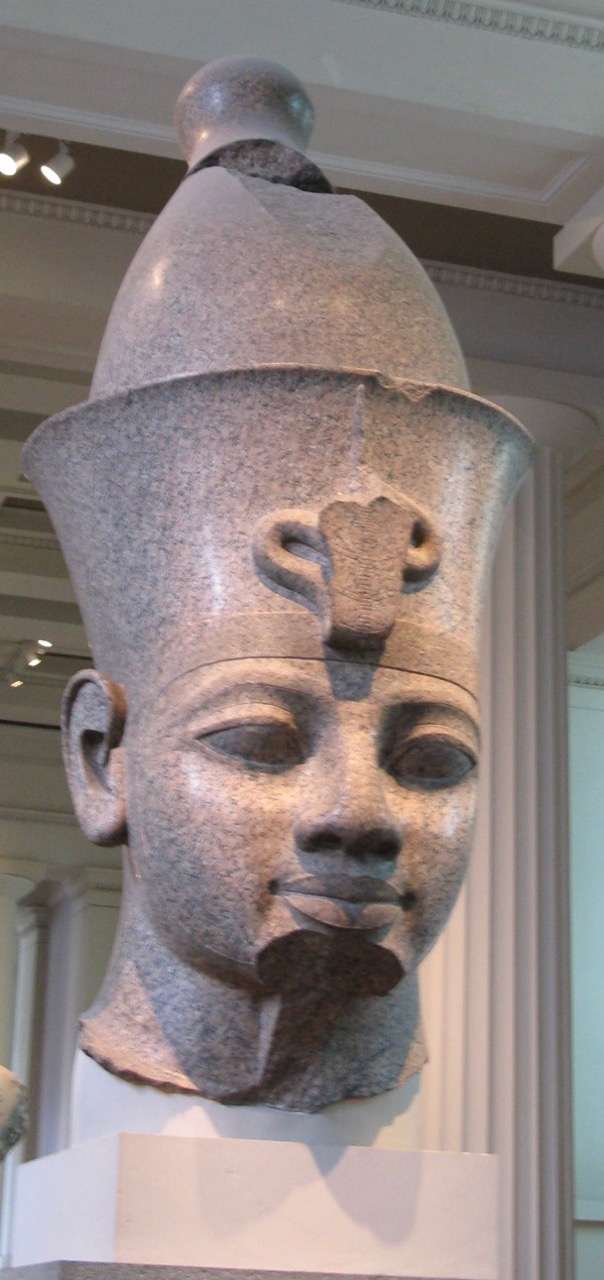
现收藏在大英博物馆中的阿蒙霍特普三世巨像

与索尔特一样，比奇也因贝尔佐尼多疑和嫉妒天性而忍受了很多痛苦（ 《亨利·索尔特生平》第二卷。詹姆斯·胡尔主编）。大约1820年，他回到英国，次年被亨利·巴瑟斯特伯爵任命了一个职务——在殖民地办公室负责检查和报告来自昔兰尼加的文物，他的兄弟比奇船长被派去调查从的黎波里到德尔纳的海岸线。这次调查持续了从1821年到1822年的大部分时间，兄弟俩的调查记录被保存在一本日记中，亨利·比奇在日记中添加了大量的插图，帮助说明他们正在调查的地区的艺术和自然特征，可惜的是，其中的许多内容在1828年该日记出版时被遗漏了。
关于比奇的余生，几乎没有记载。他历经沧桑，于1851年移居新西兰，并于1862年去世。除了他的上述贡献之外，比奇还为英国画家约书亚·雷诺兹爵士撰写了一部艰苦的回忆录。
1825年，比奇成为伦敦文物学会的会员 

### DNB 参考文献
1. ↑  Family information.